# Henryk Łubieński
Henryk Jan Nepomucen Łubieński herbu Pomian (ur. 11 lipca 1793 w Pradze, zm. 17 września 1883 w Wiskitkach) – ziemianin, hrabia, finansista, przemysłowiec, działacz gospodarczy, współorganizator Towarzystwa Kredytowego Ziemskiego, poseł na sejm Królestwa Kongresowego z powiatu miechowskiego w 1825 roku, radca stanu, wiceprezes Banku Polskiego, ekonomista.

## Rodzina
Syn Feliksa i Tekli Teresy, brat Franciszka, Tomasza, Piotra, Tadeusza, Jana, Józefa i Marii Skarżyńskiej, Pauliny Morawskiej oraz Róży Sobańskiej.
Z żoną Ireną Potocką  mieli ośmiu synów i dwie córki, m.in.: Edwarda, Tomasza Wentwortha, Konstantego Ireneusza, Juliana oraz Jana Nepomucena. Wśród wnuków jego był Redemptorysta Sługa Boży Bernard Alojzy Łubieński (1846-1933), kandydat na ołtarze.

## Życiorys
W 1818 osiadł w majątku Kazimierzy Wielkiej, gdzie zaplanował budowę cukrowni. Jego pomysł zrealizował Kazimierz (bratanek Henryka).
W 1820 został radcą wojewódzkim, zaś w 1826 ukończył studia prawnicze w Warszawie. Posiadał liczne majątki: Częstocice, Wiskitki, Guzów, Kazimierza, Ostrowiec, Firlej, Lubartów.
Współzałożyciel wielu zakładów przemysłowych i przedsiębiorstw prywatnych. Inicjator założenia Huty Bankowej w Dąbrowie Górniczej przez Bank Polski. Odlew tablicy z jego popiersiem był pierwszym w Polsce odlewem z surowca wytopionego na koksie, w Hucie Bankowej (1839). Założyciel cukrowni w Guzowie oraz (1829) w Częstocicach (1839). W Lubartowie założył fajansarnię, która była początkiem przemysłu porcelanowego. Firma ta istniała 10 lat (1840–1850). W miejscowości Firlej, w pobliżu miejsca wydobycia rudy darniowej we wsi Serock, stworzył pierwszą na Lubelszczyźnie topielnię stali – fabrykę wyrobów żelaznych, głównie narzędzi i maszyn rolniczych, w tym też i wyrobu kos. Założył także zakłady fabryczne w: Żyrardowie, Starachowicach i Ostrowcu.
W 1829 został dyrektorem Banku Polskiego, a następnie, w latach 1832–1842, wiceprezesem tej instytucji. W 1830 otworzył z bratem Tomaszem dom handlowy Bracia Łubieńscy i Spółka. Jego dom handlowy rozwinął działalność w czasie powstania listopadowego, sprowadzając z zagranicy materiały wojenne i ekwipunek żołnierski. Założył fabryki: prochu i saletry, warsztaty krawieckie i szewskie. Rozwinął gospodarkę Królestwa Polskiego, zwłaszcza zakłady górnicze. W 1835 wystąpił z inicjatywą budowy linii kolejowej łączącej Warszawę z Zagłębiem Dąbrowskim (Kolej Warszawsko-Wiedeńska).
W 1837 założył wieś Irena wśród lasów w należących do niego dóbr Zaklików. Nazwał ją od imienia swojej żony Ireny Łubieńskiej .
Wraz z Józefem Lubowidzkim, prezesem banku, został oskarżony i aresztowany (1842) za korzystanie z publicznych środków Banku Polskiego dla finansowania celów prywatnych. W 1848 skazano obu na cztery lata więzienia, ale za wstawiennictwem namiestnika Iwana Paskiewicza zesłano ich do Kurska. Powrócił do kraju w 1854, lecz poważniejszej roli w życiu gospodarczym już nie odegrał.
Odznaczony polskimi Orderem św. Stanisława II klasy w 1829, a podczas powstania listopadowego krzyżem kawalerskim Orderu Virtuti Militari 13 września 1831, a później także rosyjskimi Orderem św. Anny I klasy i Orderem św. Stanisława I klasy.